# 裸體遠足

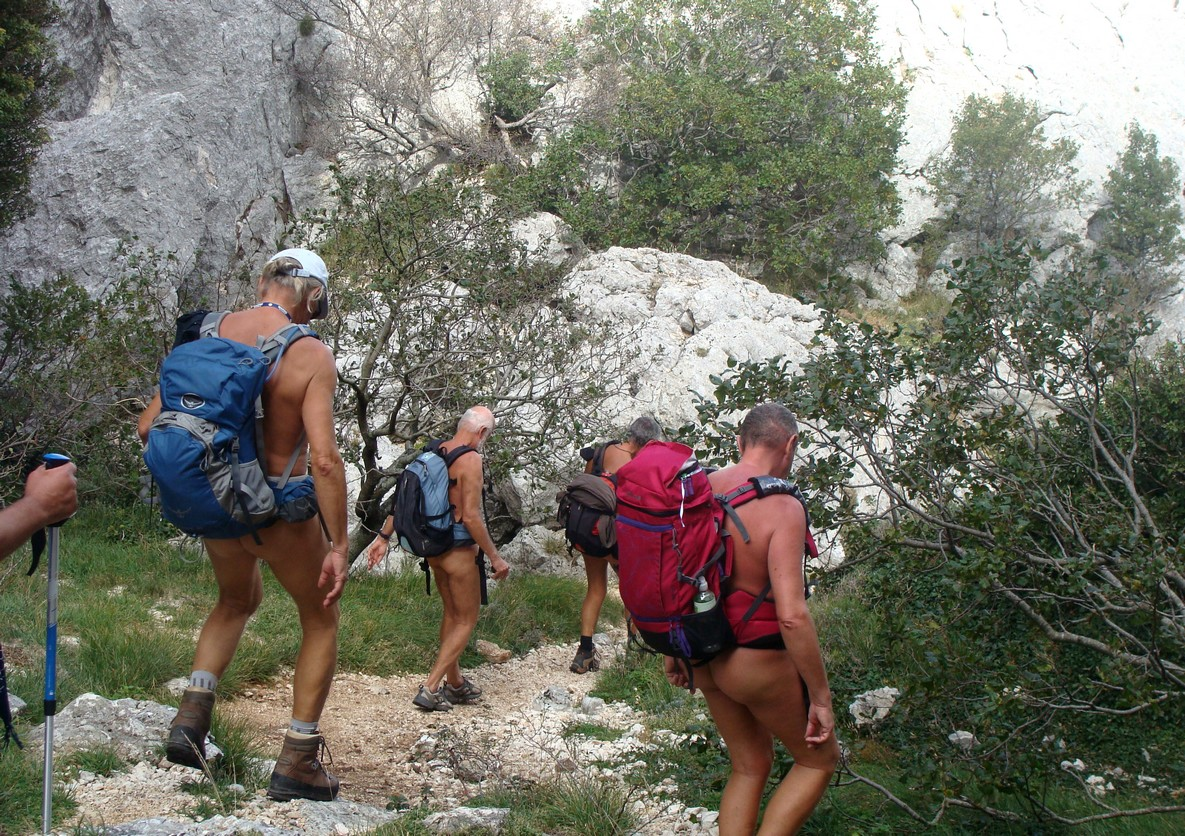
在拉圣博姆裸體遠足

裸體遠足（Naked hiking）是天然主義下的一種行為，是以裸體方式參與遠足。

## 關注及意見

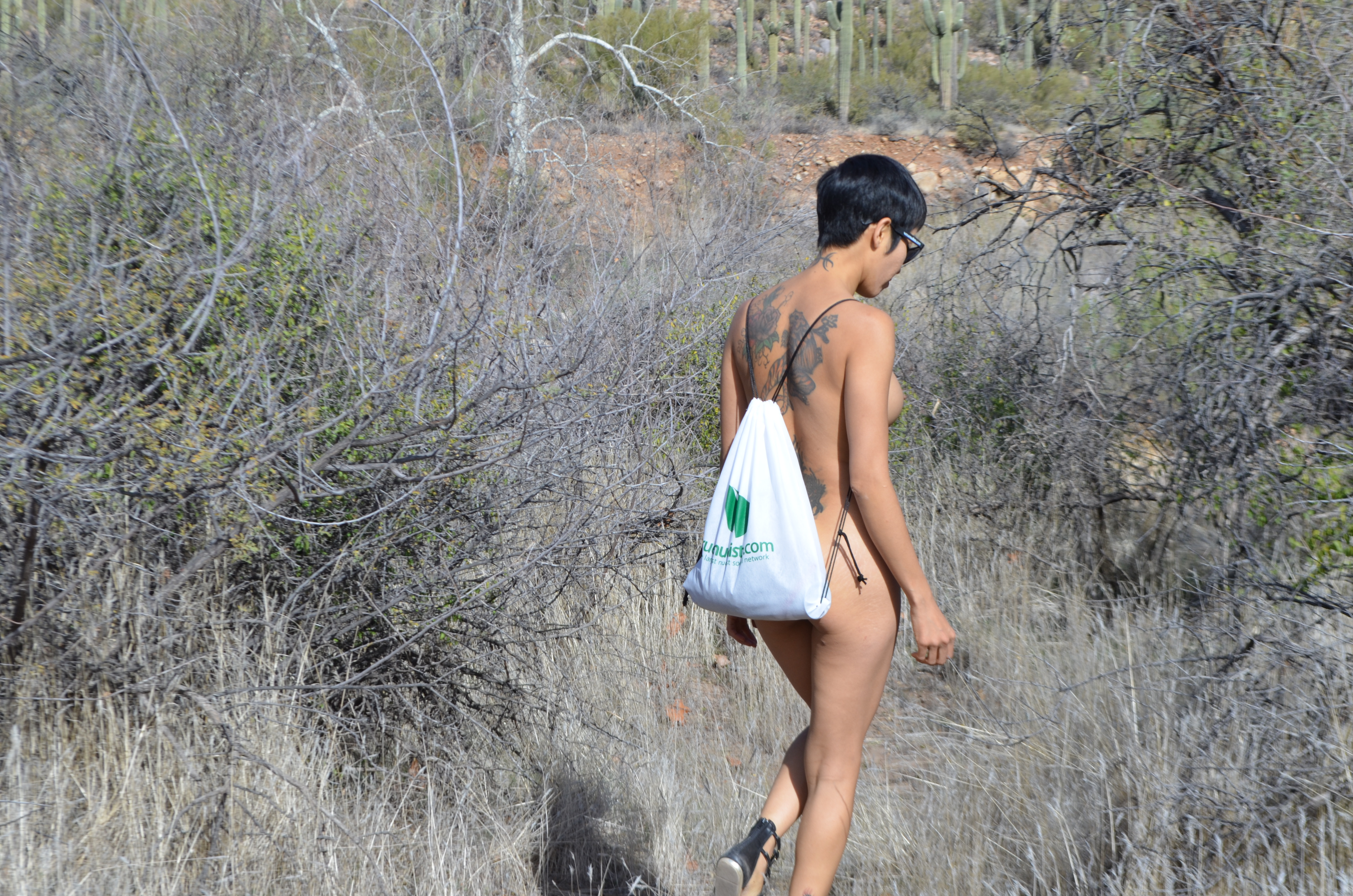
在沙漠裸體遠足

英國的史帝芬·高更因為在2003-2004年裸体從Land's End走到John o' Groats，後來又在2005年至2006年走了一次，引起許多媒體的關注。在英格蘭的境內，他曾多次被捕，後來又被釋放，在蘇格蘭時曾因此坐牢。
在2005年至2006年時，歐洲的阿爾卑斯山曾經有為期一週的裸体登山團，但沒什麼媒體的報導。沒有人因此被捕或是遇到麻煩，也沒有警察的干預。許多裸体登山客描述他們所受到的友善反應。不過在一些國家是有相關的法律規範的，裸體遠足會因為公共猥褻而被罰款。
有些司法管轄區有正式法律禁止裸體遠足，而且會有罰金或是其他的懲罰。例如瑞士的內阿彭策爾州就在2009年在州民大會（Landsgemeinde）中訂定了相關規定。鄰近的外阿彭策爾州針對裸體遠足罰款100瑞士法郎。

## 外部連結
- Hiking Naked Website WEBSITE NO LONGER LIVE（页面存档备份，存于）
- UK naked walking group LINK NOT WORKING
- Home of the World's Largest Gay Outdoors Club（页面存档备份，存于）
- Song on the theme of naked hiking: Hanging low swinging free（页面存档备份，存于）